# Lizard's Day
The Lizards Day – polski zespół rockowy. Powstał po rozwiązaniu zespołu Madame w 1986. W jego skład wchodzili:
- Robert Sadowski – gitara
- Jarosław Wajk – wokal
- Wojciech Trześniowski – bas
- Mariusz Bielewicz – gitara
- Wiesław "Wienna" Kwiecień  – perkusja

Zespół nagrał płytę w studiu RSC w Rzeszowie. Do dziś płyta nie została wydana. Muzyka zespołu oscylowała w kierunku muzyki Jima Morrisona. Dużym problemem były próby zespołu gdyż "Wienna" jak i Trześniowski pochodzili z Rzeszowa, natomiast reszta muzyków z Warszawy. Zespół rozpadł się z powodu nieporozumień pomiędzy Wajkiem i Sadowskim. W tym czasie zarówno Wajk jak i Sadowski rozpoczęli krucjatę szpitalną, będącą ucieczką przed wojskiem. Pod koniec działalności Robert Sadowski rozpoczął współpracę z zespołem Deuter.